# Vila Václava Prokopa
Vila Václava Prokopa je rodinný dům, který stojí v Praze 5-Hlubočepích ve vilové čtvrti Barrandov v ulici Skalní č. o. 19. Václavu Prokopovi je mylně připisováno vlastnictví sousední vily č. o. 21 patřící rodině dr. Vojáčka.

## Historie
Sochař Václav Prokop (1876–1951) byl mezi prvními zájemci o koupi pozemku a výstavbu rodinné vily. V Pražském adresáři z let 1937–1938 je uváděn bytem na Novém Městě v Příčné ulici čp. 7.
Podílel se na dekoraci kašny s fontánkou v Paláci Lucerna a dekoracích fasád některých domů postavených stavitelem Vácslavem Havlem. Byl spoluautorem výzdoby štítu a obou hlavních vstupů do chlapeckého a dívčího křídla školy v Brně-Králově Poli na Slovanském náměstí (soutěž na sochařskou výzdobu vypsána roku 1913).